# Jeannot Krecké
Jeannot Krecké (ur. 26 kwietnia 1950 w Luksemburgu) – luksemburski polityk, wykładowca, przedsiębiorca i piłkarz, deputowany, w latach 2004–2012 minister.

## Życiorys
W młodości grał w piłkę nożną na pozycji pomocnika, był zawodnikiem takich klubów jak Avenir Beggen, Aris Bonnevoie, Etzella Ettelbruck i Progrès Niedercorn. Występował również w reprezentacji narodowej swojego kraju. Później zajął się żeglarstwem, był członkiem załogi, która w 1987 wygrała zawody „Constitution Race”.
Ukończył szkołę średnią w Luksemburgu, następnie studia z zakresu wychowania fizycznego i sportu na Université Libre de Bruxelles. Pracował jako nauczyciel, a od 1976 jako nauczyciel akademicki na macierzystej uczelni. Był też urzędnikiem ministerstwa sportu, radnym miejscowości Kopstal i Luksemburg, a także wykładowcą w zakresie rachunkowości i podatków. W 1985 powołany na skarbnika Luksemburskiej Socjalistycznej Partii Robotniczej. W 1989 po raz pierwszy uzyskał mandat posła do Izby Deputowanych. Z powodzeniem ubiegał się o reelekcję w czterech kolejnych wyborach – po raz ostatni w 2009. Udzielał się w międzyczasie jako zewnętrzny konsultant firm audytorskich, m.in. Arthur Andersen i Ernst & Young.
W lipcu 2004 został ministrem gospodarki i handlu zagranicznego oraz ministrem sportu w rządzie premiera Jeana-Claude’a Junckera i wicepremiera Jeana Asselborna. W lipcu 2009 w drugim gabinecie tych polityków ponownie objął pierwsze z tych stanowisk. W listopadzie 2011 zapowiedział swoje odejście z rządu w lutym 2012. Po zakończeniu urzędowania w 2012 zajął się prowadzeniem działalności konsultingowej w ramach spółki prawa handlowego.